# Ossiannilssonola callosa
Ossiannilssonola callosa är en insektsart som först beskrevs av Then 1886.  Ossiannilssonola callosa ingår i släktet Ossiannilssonola och familjen dvärgstritar. Det är osäkert om arten förekommer i Sverige. Inga underarter finns listade i Catalogue of Life.